# Special Olympics Jordanien
Special Olympics Jordanien (englisch: Special Olympics Jordan) ist der jordanische Verband von Special Olympics International, der weltweit größten Sportbewegung für Menschen mit geistiger Beeinträchtigung und Mehrfachbeeinträchtigung. Ziel ist die sportliche Förderung dieser Personengruppe und die Sensibilisierung der Gesellschaft für sie. Außerdem betreut der Verband die jordanischen Athletinnen und Athleten bei den Special Olympics Wettbewerben.

## Geschichte
Special Olympics Jordanien wurde 1986 mit Sitz in Amman gegründet.

## Aktivitäten
2016 waren 5.672 Athletinnen, Athleten und Unified Partner sowie 390 Trainer bei Special Olympics Jordanien registriert.
Der Verband nahm 2017 an den Programmen Athlete Leadership und Motor Activities Training Program (MATP) teil, die von Special Olympics International ins Leben gerufen worden waren.

### Sportarten
Folgende Sportarten wurden 2017 vom Verband angeboten:
- Badminton (Special Olympics)
- Basketball (Special Olympics)
- Boccia (Special Olympics)
- Bowling (Special Olympics)
- Floor Hockey (Special Olympics)
- Fußball (Special Olympics)
- Kraftdreikampf (Special Olympics)
- Leichtathletik (Special Olympics)
- Radsport (Special Olympics)
- Reiten (Special Olympics)
- Roller Skating (Special Olympics)
- Schneeschuhlaufen (Special Olympics)
- Schwimmen (Special Olympics)
- Tennis (Special Olympics)
- Tischtennis (Special Olympics)

### Teilnahme an Weltspielen vor 2020 (Auswahl)
(Quelle: )
- 2007 Special Olympics World Summer Games, Shanghai, China
- 2009 Special Olympics World Winter Games, Boise, USA
- 2011 Special Olympics World Summer Games, Athen
- 2015 Special Olympics World Summer Games, Los Angeles (14 Athletinnen und Athleten)
- 2019 Special Olympics, World Summer Games, Abu Dhabi (26 Athletinnen und Athleten)[2]

### Teilnahme an den Special Olympics World Summer Games 2023 in Berlin
Special Olympics Jordanien nahm an den Special Olympics World Summer Games 2023 teil. Die Delegation wurde vor den Spielen im Rahmen des Host Town Program von Velbert betreut und bestand aus 38 Personen. Das Team gewann bei diesen Weltspielen sieben Gold-, drei Silber- und zehn Bronzemedaillen.

### Teilnahme an Weltspielen nach 2023
- 2025 Special Olympics World Winter Games, Turin, Italien (8 Athletinnen und Athleten)[6]